# Sydmæhren
 Sydmæhren  (tjekkisk: Jihomoravský kraj) er en administrativ region i Tjekkiet, beliggende i den syd-vestlige del af den historiske region Mæhren, med undtagelse af Jobova Lhota som tilhører Bøhmen. Administrationcenter er Brno. regionen har en udstrækning fra nord til syd på op til 100 km., og fra øst til vest på mellem 31 – 152 km.

## Distrikter
| Statistiske oplysninger 2002 | Statistiske oplysninger 2002 | Statistiske oplysninger 2002 | Statistiske oplysninger 2002 | Statistiske oplysninger 2002 |
| ---------------------------- | ---------------------------- | ---------------------------- | ---------------------------- | ---------------------------- |
|                              |                              |                              |                              |                              |
| Distrikt                     | Areal i km²                  | Indbyggere                   | Gennemsnits- alder           | Kommuner                     |
| Blansko                      | 943                          | 107.454                      | 39,1                         | 130                          |
| Brno-město                   | 230                          | 370.505                      | 40,9                         | 1                            |
| Brno-venkov                  | 1.108                        | 161.269                      | 39,4                         | 137                          |
| Břeclav                      | 1.173                        | 123.265                      | 38,5                         | 69                           |
| Hodonín                      | 1.086                        | 158.602                      | 38,6                         | 81                           |
| Vyškov                       | 889                          | 86.636                       | 39,0                         | 81                           |
| Znojmo                       | 1.637                        | 114.061                      | 38,3                         | 148                          |

- Andel af Bruttonationalproduktet (2005): 10,2 %;
- Arbejdsløshed (2005): 10,21 %

## Største byer
| Byer               | Indbyggere (31. december 2005) |
| ------------------ | ------------------------------ |
| Brno               | 366.757                        |
| Znojmo             | 35.032                         |
| Hodonín            | 26.226                         |
| Břeclav            | 25.652                         |
| Vyškov             | 22.013                         |
| Blansko            | 20.557                         |
| Kyjov              | 12.003                         |
| Veselí nad Moravou | 11.971                         |
| Boskovice          | 10.924                         |
| Kuřim              | 9.764                          |
| Ivančice           | 9.337                          |
| Tišnov             | 8.314                          |
| Mikulov            | 7.556                          |
| Letovice           | 6.895                          |
| Dubňany            | 6.607                          |
| Šlapanice          | 6.438                          |
| Bučovice           | 6.401                          |
| Slavkov u Brna     | 6.049                          |
| Moravský Krumlov   | 6.021                          |
| Hustopeče          | 5.951                          |
| Strážnice          | 5.829                          |
| Rosice             | 5.344                          |